# No Regrets (album Hardcore Superstar)
No Regrets – czwarty album szwedzkiej glam rockowej grupy Hardcore Superstar wydanej przez Music of Nations

## Lista utworów
1. Wall Of Complaint
2. No Regrets
3. Breakout
4. Soul Of Sweetness
5. Honey Tongue
6. Still I'm Glad
7. Bring Me Back
8. Pathetic Way Of Life
9. It's So True
10. Why Can't You Love Me Like Before
11. The Last Great Day
12. I Can't Change
13. You Know Where We All Belong
14. Who (bonus track w Japonii)